# ミラクルバナナ
『ミラクルバナナ』は、2006年9月16日に公開された日本映画である。
ストーリーはバナナから紙を作るという実際のプロジェクトを元に、ハイチ共和国に赴任した大使館派遣員が、貧困のため、学校の子供たちのノートのための紙が無いという事情を知り、バナナの木から紙を製造するに至る内容である。

## キャスト
- 三島幸子：小山田サユリ
- 中田享輔：山本耕史
- 松井康弘：津田寛治
- フィリップ：アドゴニー
- ジャック：スタンリー・ダルシット
- 三島清志：佐戸井けん太
- 山村静江：草村礼子
- 大澤江利子：宮崎美子
- 森山鉱一：小日向文世
- 山村たか士：緒形拳

## スタッフ
- 監督・脚本：錦織良成
- 音楽：角松敏生
- ロケ協力：なごやロケーションナビ、岐阜フィルムコミッション、ドミニカ共和国
- 後援：名古屋市、美濃市、東海テレビ放送
- 協賛：ケイ・エフ・ジー、アメリカン航空
- 特別協賛：福田三商
- 製作総指揮：大富國正、藤井晃
- プロデューサー：鈴木大介、日向武夫
- 制作プロダクション：エキスプレス
- 製作委員会メンバー：エキスプレス、ケー・シー・エス